# (227) Philosophia
(227) Philosophia ist ein Asteroid des äußeren Hauptgürtels, der am 12. August 1882 vom französischen Astronomen Paul-Pierre Henry am Pariser Observatorium entdeckt wurde. Es war seine letzte von insgesamt sieben Asteroidenentdeckungen.
Der Asteroid wurde benannt nach der Personifikation der Philosophie.

## Wissenschaftliche Auswertung
Aus Ergebnissen der IRAS Minor Planet Survey (IMPS) wurden 1992 erstmals Angaben zu Durchmesser und Albedo für zahlreiche Asteroiden abgeleitet, darunter auch (227) Philosophia, für die damals Werte von 87,3 km bzw. 0,08 erhalten wurden. Eine Auswertung von Beobachtungen durch das Projekt NEOWISE im nahen Infrarot führte 2011 zu vorläufigen Werten für den Durchmesser und die Albedo im sichtbaren Bereich von 105,3 km bzw. 0,03. Nachdem die Werte 2012 auf 123,9 km bzw. 0,03 korrigiert worden waren, wurden sie 2014 auf 94,6 km bzw. 0,06 geändert. Nach der Reaktivierung von NEOWISE im Jahr 2013 und Registrierung neuer Daten wurden die Werte 2016 angegeben mit 105,5 km bzw. 0,03, diese Angaben beinhalten aber hohe Unsicherheiten.
Eine spektroskopische Untersuchung von 820 Asteroiden zwischen November 1996 und September 2001 am La-Silla-Observatorium in Chile ergab für (227) Philosophia eine taxonomische Klassifizierung als X-Typ.
(227) Philosophia wurde im Juni 2004 und September 2005 an drei Observatorien in Australien und Neuseeland photometrisch beobachtet. Damals wurde aus der Lichtkurve eine Rotationsperiode von 18,0 h abgeleitet. Bei einer erneuten Beobachtung im November 2006 am Oakley Observatory in Indiana konnte keine Periode bestimmt werden. Weitere Beobachtungen zwischen November 2012 und Januar 2013 am Elephant Head Observatory in Arizona ergaben diesmal eine Rotationsperiode von 17,2 h, wegen der Abweichung zu der früheren Messung wurde aber eine weitere Untersuchung als notwendig angesehen. Erneute Messungen von Dezember 2013 bis Februar 2014 ergaben zunächst eine Rotationsperiode von 53,0 h. Eine Neubewertung der Beobachtungsdaten führte aber kurz darauf zu einer bevorzugten Rotationsperiode von 26,48 h, obwohl eine längere Periode von 52,96 h nicht völlig ausgeschlossen werden konnte. Aus einer Zusammenarbeit des Observatoriums Borówiec in Polen und des Observatori Astronòmic del Montsec in Katalonien im Zeitraum vom 4. November 2013 bis 17. März 2014 wurden umfangreiche Daten erhalten, aus denen ebenfalls eine wahrscheinlichste Rotationsperiode von 26,46 h bestimmt wurde.
Unter Einbeziehung aller Beobachtungen von (227) Philosophia von 2006 bis 2016 wurde daraufhin 2018 ein Modell der Gestalt und der räumliche Lage der Rotationsachse des Asteroiden erstellt. Die Ursache für die schwierige Bestimmung seiner Rotationsperiode wurde darin gesehen, dass seine Rotationsachse nur eine geringe Neigung zur Ekliptik zu besitzen scheint. Für seine Gestalt wurde sowohl ein konvexes als auch ein nicht-konvexes Modell errechnet. Für die Rotationsperiode wurde ein Wert von 26,468 h gefunden, für den Durchmesser konnten aus thermodynamischen Betrachtungen heraus mit etwa 100 km nur die bei früheren Messungen mit den Weltraumteleskopen ASTRO-F, IRAS und WISE gefundenen Werte näherungsweise bestätigt sowie für die Albedo ein Wert von etwa 0,04 angegeben werden.
Aus archivierten Daten des Asteroid Terrestrial-impact Last Alert System (ATLAS) aus dem Zeitraum 2015 bis 2018 konnte in einer Untersuchung von 2022 mit der Methode der konvexen Inversion eine Rotationsperiode von 26,464 h berechnet werden. Im Jahr 2023 wurde aus photometrischen Messungen von Gaia DR3 erneut ein dreidimensionales Gestaltmodell des Asteroiden für zwei alternative Rotationsachsen, eine mit prograder Rotation und eine nahezu in der Ebene der Ekliptik gelegen, sowie eine Periode von 26,461 h berechnet.

## Asteroidenpaar
(227) Philosophia bildet mit dem Asteroiden (1737) Severny ein quasi-complanares Asteroidenpaar. Sie besitzen sehr ähnliche Bahnelemente, d. h. ihre Bahnformen sind fast gleich und sie bewegen sich nahezu in der gleichen Bahnebene, allerdings sind ihre Apsidenlinien gegeneinander verdreht. (227) Philosophia besitzt eine etwas größere Umlaufzeit um die Sonne als (1737) Severny, so dass sie von diesem etwa alle 84 Jahre überholt wird. Für einen Zeitraum von einigen Jahren führen die beiden Asteroiden dann als Quasisatelliten eine Pendelbewegung umeinander aus, allerdings ohne gravitativ aneinander gebunden zu sein, bevor sie sich wieder voneinander entfernen. In den 1000 Jahren um die derzeitige Epoche herum kommen sich die beiden Körper aber nie näher als bis auf etwa 7,75 Mio. km.